# Pkill
pkill（ピーキル）は、当初Solaris 7オペレーティングシステム用に記述された、コマンドラインユーティリティである。その後、LinuxとOpenBSD用に再実装された。
killやkillallコマンドと同様に、pkillコマンドはシグナルを送信するために使用される。pkillコマンドでは、拡張正規表現と他のマッチング基準の利用が可能である。

## 使用例
最後に生成されたacroreadプロセスを終了する。
```
$ pkill -n acroread
```

acroreadプロセスにUSR1シグナルを送る。
```
pkill -
USR1
 acroread
```

## 参照
- pgrep, pkill (JM Project)